# 莱姆戈 (下萨克森州)
莱姆戈（德語：Lemgow，發音：[ˈlɛmɡoː]）是德国下萨克森州吕肖-丹嫩贝格县的市镇，面积64.48平方千米，2023年12月31日人口为1,369人。